# Clásico paisa
El Clásico Paisa es el partido que enfrenta a los dos principales equipos de la ciudad de Medellín, Independiente Medellín y Atlético Nacional.
Se han disputado 339 clásicos oficiales en el Fútbol Profesional Colombiano, 321 partidos por Categoría Primera A y 18 partidos por Copa Colombia, para un saldo de 97 victorias para Medellín (89 por Liga y 8 por Copa), 135 victorias a favor de Nacional (128 por Liga y 7 por Copa), y 107 empates (104 por Liga y 3 por Copa).
Las mayores goleadas entre ambos equipos fueron: Para Atlético Nacional, 6-0 en dos oportunidades; el 4 de noviembre de 1956 y 9 de diciembre de 1977 y 7-2 el 4 de julio de 1959, mientras que las mayores goleadas para Independiente Medellín fueron 5-0 el 3 de diciembre de 2023, 4-1 el 29 de abril de 1979, 5-1 el 27 de junio de 2011 y 4-0 en dos oportunidades; el 18 de abril de 1970 y el 18 de febrero de 2001
Al 2025 el conjunto verde tiene 18 títulos en la Categoría Primera A, 4 en la Superliga de Colombia, 7 en la Copa Colombia, y 7 títulos internacionales, mientras que el conjunto rojo posee 6 títulos en la Categoría Primera A, y 3 en la Copa Colombia. Para el 2016 el clásico paisa marcaría un hito en la historia de los clásicos en Colombia pues enfrentó al equipo campeón de América (Atlético Nacional) y al equipo campeón de Colombia (Independiente Medellín), siendo la única vez en la historia que se da este suceso en el país.

## Historia
- El 17 de septiembre de 1944 se disputó el que se considera el primer clásico de la historia Medellín F.C 3-1 Unión Indulana (este último sería el equipo base para la fundación del Atlético Municipal en 1947.)[7][8]
- El 2 de septiembre de 1948 se disputó el primer partido oficial entre ambos equipos, Medellín F.C venció 3-0 a Atlético Municipal, (nombre anterior de Nacional ). Los goles fueron de José de Jesús Zapata y Manuel Marín en dos oportunidades.[9]

- El 23 de julio de 1950 se presentó una de las historias más curiosas en el clásico Paisa. Medellín no asistió al partido por un problema con los propietarios del hipódromo de Itagüí (lugar donde jugaban los equipos Antioqueños) por los aumentos excesivos de dinero en el alquiler del sitio. Nacional si se presentó a la cancha, por lo cual el inglés Stanley James Isom -árbitro del partido- decidió comenzar al compromiso. El juez ordenó el saque y el delantero Verdolaga Jaime “Pildorita” Cardona remató al arco vacío anotando el gol de la victoria. El árbitro firmó las planillas legalizando el partido. Días después, el presidente del DIM, Don Alejandro Cano realizó una reclamación ante los entes reguladores del fútbol y al final la victoria no fue para Nacional.[10]

- El 16 de mayo de 1954 se jugó el primer clásico en el Atanasio Girardot. Nacional se encontraba invicto en el campeonato pero nunca le había podido ganar a Medellín desde que estaba en el profesionalismo. El partido quedó en tablas, 2-2 con anotaciones de Humberto “Turrón” Álvarez y Felipe Molano para Nacional y Antonio Sacco en dos oportunidades para Medellín.[10]

- El 26 de septiembre de 1954 Nacional le ganó 1-0 por primera vez a Medellín en la historia del profesionalismo, el gol fue obra de Carlos Alberto Gambina a los 78 minutos del partido. También fue la primera victoria Verde en el Atanasio Girardot.[10]

- En el Campeonato colombiano 1955 ambos equipos disputaban el título en primeras posiciones, al final Medellín fue el campeón tras haber vencido una fecha antes al equipo verde por 2 goles a 1, ganando el título
- El 4 de julio de 1959 se presentó el partido con más goles en la historia de los clásicos, Nacional venció por 7-2 al Independiente Medellín.
- El 24 de septiembre de 1967 Uriel Cadavid jugando para el DIM anota gol olímpico en la victoria "roja" por 2-3[11]
- En el Campeonato Colombiano 1982, Medellín venció a Nacional por resultado de escritorio, originalmente el encuentro había sido triunfo verde por 1-3, pero Medellín demando el partido por la presencia en el banquillo del asistente técnico de Nacional Darío López quien se encontraba suspendido.
- En el Campeonato Colombiano 1993, Medellín venció a Nacional por la última fecha del campeonato y durante 5 minutos sus hinchas pensaron que habían sido campeones, pero el partido entre Junior y América de Cali no había acabado, Junior anotó en el último suspiro y superó por diferencia de gol al Medellín.[12]

- En el Campeonato colombiano 1994, Atlético Nacional se coronó campeón de Colombia con gol agónico de Juan Pablo Ángel, en la última fecha del cuadrangular final, frente a su rival de patio, quien no tenía ya posibilidades de quedarse con el campeonato.

- En la final del clausura del Campeonato colombiano 1999, Atlético Nacional doblegó 1-0 a Independiente Medellín logrando así disputar la Gran Final de ese año contra el América de Cali que a la postre ganaría el equipo verde.

- La final del Torneo Apertura 2004 se disputó entre el Independiente Medellín y el Atlético Nacional siendo la primera final entre dos equipos de la misma ciudad en Colombia. El jueves 24 de junio de 2004 se jugó el primer partido de la final, donde el DIM se impuso 2 goles por 1. El segundo partido se jugó el 27 de junio con resultado de 0 a 0 dando así el título del torneo al Independiente Medellín. Es uno de los clásicos más recordados por los hinchas del Independiente Medellín al quedar campeones frente a su eterno rival, al mismo tiempo es uno de los días más grises para la hinchada verdolaga.[13]
- El 15 de junio de 2005 Mauricio Molina jugando para el DIM anota un gol olímpico en el clásico que terminarían ganando los "verdes" por 2-1[14]

- En el Torneo Clausura 2008 Independiente Medellín en el penúltimo partido por cuadrangulares, con un empate ante su rival de patio clasificaba a la final, aquel partido terminó 0-0, dando así la celebración de los hinchas Rojos su paso a la final de aquel campeonato, ante su eterno rival, no obstante a diferencia de lo que hizo Nacional en 1999 el equipo Rojo no pudo coronarse campeón, curiosamente ante el mismo rival de Nacional en aquel año.

- En los cuadrangulares del Torneo Finalización 2012, Independiente Medellín y Atlético Nacional quedaron en el cuadrangular B, el primer partido entre ellos que correspondía a la fecha 2 lo ganó el Dim con un gol de Germán Cano al último minuto y el segundo clásico del cuadrangular correspondía a la fecha 5 que quedó en empate 1-1 y que a la postre le facilitó el privilegio al Dim de depender de sí mismo en la última fecha para llegar a la final.

- En el Torneo Finalización 2012, Independiente Medellín jugaría un partido decisivo contra Itagüí y al mismo tiempo Atlético Nacional jugaba contra la Equidad seguros, El equipo verde ganaba 2-0 en su casa con el cual este resultado lo clasificaba a la final, pero el DIM en Ditaires al último minuto venció al equipo local y así logró su clasificación a la final quitándole la posibilidad al Atlético Nacional.

- Se enfrentaron en semifinales en el Torneo Finalización 2015, en donde Atlético Nacional eliminó al DIM al ganarle 2-1 en el global. y posteriormente el verde seria el Campeón del torneo[15]

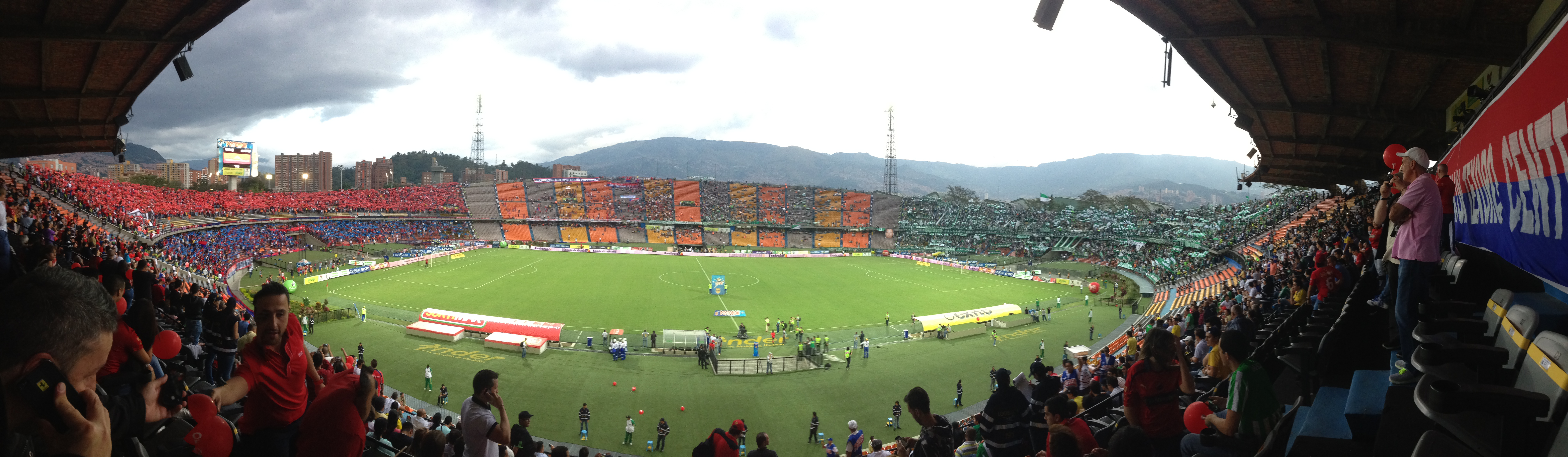
Vista panorámica de Independiente Medellín vs Atlético Nacional.

- El 4 de agosto de 2019 por primera vez ambos equipos se enfrentaron de forma oficial en la rama femenina por la liga profesional femenina 2019, el resultado final fue un empate a 0.[16]

- En los cuadrangulares semifinales del Torneo Finalización 2023, ambos equipos quedaron en el grupo B, en el partido de ida Medellín se impuso por 2-1, el segundo partido en el estadio Polideportivo Sur Medellín goleó por 0-5 a Nacional, certificó su pase a la final y logró la mayor goleada roja en la historia del clásico paisa.[17]

- El 21 de abril de 2024 Brayan León jugando para el DIM con solo 15 segundos anota el gol más rápido de la historia del clásico paisa desde que se lleva registro.[18]
- Se enfrentaron en semifinales en la Copa Colombia 2024 en donde Atlético Nacional eliminó al DIM al ganarle 2-1 en el global. y posteriormente sería el campeón del certamen[19]

## Hinchadas

### La Rexixtenxia Norte
El 27 de septiembre de 1998 jugando Medellín - Once Caldas, nació la barra Rexixtenxia Norte, que empezó con 30 integrantes aproximadamente, sin trapos ni pancartas, solo con unos letreros. Con el pasar del tiempo la norte fue teniendo popularidad y muchos de los integrantes de la Putería Roja pasaron a está Barra. Hoy la Rexixtenxia Norte se destaca en Colombia por ser una Barra innovadora, proponiendo los mejores tifos, la mejor instrumental y los mejores proyectos sociales, además está barra posee la bandera más grande sacada en un estadio de fútbol en el mundo. Hecho que lo lograron con el sudor y esfuerzo de todos sus integrantes.

### Los Del Sur
La Hinchada de Atlético Nacional es sin duda una de la más grandes de Colombia, teniendo buenas asistencias a los estadios en cada partido.[cita requerida] Los Del Sur nace en 1997, la última gran barra creada en el Atanasio Girardot, la barra brava se ubica en la tribuna Sur del estadio, esta barra es el producto de algunas diferencias entre integrantes de la barra «Escándalo Verde», principalmente en su ideología, pues «Los Del Sur» promueve la libertad para ir al estadio y la no obligación para pagar cuotas al sustento de la barra. Inició con un número pequeño de integrantes pero fue creciendo día a día hasta convertirse hoy en una de las barras más grandes del país, con una infraestructura bien conformada y con diversas actividades, su lema es Siempre Presentes.
En la fase de todos contra todos del Torneo Apertura 2007, la hinchada de Atlético Nacional tuvo el mejor promedio de asistencia como local, el cual fue de 25.155 espectadores por partido. Atlético Nacional también tiene el mejor promedio fuera de su estadio Atanasio Girardot, 12.043 espectadores por partido. En el Torneo Apertura 2010, Atlético Nacional obtuvo el mejor promedio de asistencia a pesar de no haber clasificado a la semifinal del certamen. Uno de los eventos más importantes de los hinchas de Atlético Nacional es la celebración del Día Del Hincha Verde, que se realiza año tras año desde el 2006.

## Estadísticas
- El máximo artillero de los clásicos es Víctor Aristizabal con 19 goles, lo sigue John Jairo Tréllez con 14 goles, Gustavo Santa con 11 goles, Jorge Horacio Serna con 9 goles.[9][20]

- El 4 de julio de 1959 se presentó el partido con mayor número de goles en la historia del clásico, fue una victoria para Atlético Nacional por 7 goles a 2.

- Dos goles olímpicos se han marcado en el clásico, los dos los marcó Independiente Medellín. El primero lo marcó Uriel Cadavid el 24 de septiembre de 1967 y el segundo Mauricio Molina el 15 de junio de 2005.[9]

- Néider Morantes fue el primer jugador en ganar un título oficial con ambos clubes; el Campeonato colombiano 1999 con Nacional y el Torneo Apertura 2004 (Colombia) con el Independiente Medellín.[21]

### Estadísticas
Actualizado a 4 de mayo de 2025
| Competición         | Partidos | Ganados Atlético Nacional | Empates | Ganados Independiente Medellín | GFN | GFM |
| ------------------- | -------- | ------------------------- | ------- | ------------------------------ | --- | --- |
| Categoría Primera A | 321      | 128                       | 104     | 89                             | 432 | 366 |
| Copa Colombia       | 18       | 7                         | 3       | 8                              | 26  | 28  |
| Total               | 339      | 135                       | 107     | 97                             | 458 | 394 |

 Nota 1: Se destacan todos los encuentros disputados desde la creación de la Categoría Primera A en el año 1948.
 Nota 2: Se destacan todos los encuentros disputados desde la retoma de la Copa Colombia en el año 2008, los dos partidos de la fase de grupos de la Copa Colombia de 1989 están incluidos en las estadísticas de Liga, ya que aquella edición de Copa fue solo una fase del Campeonato colombiano 1989.
| Competición | Partidos | Ganados Atlético Nacional | Empates | Ganados Independiente Medellín | GFN | GFM |
| ----------- | -------- | ------------------------- | ------- | ------------------------------ | --- | --- |
| Amistosos   | 1        | 0                         | 0       | 1                              | 0   | 1   |
| Total       | 1        | 0                         | 0       | 1                              | 0   | 1   |

## Historial
| N.º | Fecha                    | Escenario              | Lugar    | Local     | Resultado | Visitante | Encuentro                                           |
| --- | ------------------------ | ---------------------- | -------- | --------- | --------- | --------- | --------------------------------------------------- |
| 001 | 12 de septiembre de 1948 | San Fernando           | Itagüí   | Municipal | 0 - 3     | Medellín  | Campeonato colombiano 1948 (Todos contra todos)     |
| 002 | 21 de noviembre de 1948  | San Fernando           | Itagüí   | Medellín  | 2 - 1     | Municipal | Campeonato colombiano 1948 (Todos contra todos)     |
| 003 | 3 de julio de 1949       | San Fernando           | Itagüí   | Medellín  | 0 - 0     | Municipal | Campeonato colombiano 1949 (Todos contra todos)     |
| 004 | 9 de octubre de 1949     | San Fernando           | Itagüí   | Municipal | 2 - 4     | Medellín  | Campeonato colombiano 1949 (Todos contra todos)     |
| 005 | 2 de abril de 1950       | San Fernando           | Itagüí   | Municipal | 1 - 2     | Medellín  | Campeonato colombiano 1950 (Todos contra todos)     |
| 006 | 23 de julio de 1950      | San Fernando           | Itagüí   | Medellín  | 0 - 1     | Nacional  | Campeonato colombiano 1950 (Todos contra todos)     |
| 007 | 17 de junio de 1951      | San Fernando           | Itagüí   | Nacional  | 2 - 2     | Medellín  | Campeonato colombiano 1951 (Todos contra todos)     |
| 008 | 28 de octubre de 1951    | San Fernando           | Itagüí   | Medellín  | 3 - 1     | Nacional  | Campeonato colombiano 1951 (Todos contra todos)     |
| 009 | 16 de mayo de 1954       | Atanasio Girardot      | Medellín | Medellín  | 2 - 2     | Nacional  | Campeonato colombiano 1954 (Todos contra todos)     |
| 010 | 26 de septiembre de 1954 | Atanasio Girardot      | Medellín | Nacional  | 1 - 0     | Medellín  | Campeonato colombiano 1954 (Todos contra todos)     |
| 011 | 19 de junio de 1955      | Atanasio Girardot      | Medellín | Nacional  | 1 - 2     | Medellín  | Campeonato colombiano 1955 (Todos contra todos)     |
| 012 | 4 de septiembre de 1955  | Atanasio Girardot      | Medellín | Medellín  | 2 - 1     | Nacional  | Campeonato colombiano 1955 (Todos contra todos)     |
| 013 | 6 de noviembre de 1955   | Atanasio Girardot      | Medellín | Nacional  | 1 - 0     | Medellín  | Campeonato colombiano 1955 (Todos contra todos)     |
| 014 | 3 de junio de 1956       | Atanasio Girardot      | Medellín | Nacional  | 2 - 2     | Medellín  | Campeonato colombiano 1956 (Todos contra todos)     |
| 015 | 16 de septiembre de 1956 | Atanasio Girardot      | Medellín | Medellín  | 4 - 2     | Nacional  | Campeonato colombiano 1956 (Todos contra todos)     |
| 016 | 19 de diciembre de 1956  | Atanasio Girardot      | Medellín | Medellín  | 2 - 1     | Nacional  | Copa Colombia 1956-57 (Vuelta Final)                |
| 017 | 5 de mayo de 1957        | Atanasio Girardot      | Medellín | Nacional  | 0 - 2     | Medellín  | Campeonato colombiano 1957 (Todos contra todos)     |
| 018 | 11 de agosto de 1957     | Atanasio Girardot      | Medellín | Medellín  | 1 - 2     | Nacional  | Campeonato colombiano 1957 (Todos contra todos)     |
| 019 | 13 de octubre de 1959    | Atanasio Girardot      | Medellín | Medellín  | 2 - 1     | Nacional  | Campeonato colombiano 1957 (Hexagonal Zonal)        |
| 020 | 10 de noviembre de 1957  | Atanasio Girardot      | Medellín | Nacional  | 1 - 1     | Medellín  | Campeonato colombiano 1957 (Hexagonal Zonal)        |
| 021 | 26 de abril de 1959      | Atanasio Girardot      | Medellín | Medellín  | 2 - 3     | Nacional  | Campeonato colombiano 1959 (Todos contra todos)     |
| 022 | 4 de julio de 1959       | Atanasio Girardot      | Medellín | Nacional  | 7 - 2     | Medellín  | Campeonato colombiano 1959 (Todos contra todos)     |
| 023 | 20 de septiembre de 1959 | Atanasio Girardot      | Medellín | Medellín  | 3 - 0     | Nacional  | Campeonato colombiano 1959 (Todos contra todos)     |
| 024 | 29 de noviembre de 1959  | Atanasio Girardot      | Medellín | Nacional  | 0 - 3     | Medellín  | Campeonato colombiano 1959 (Todos contra todos)     |
| 025 | 15 de mayo de 1960       | Atanasio Girardot      | Medellín | Nacional  | 0 - 3     | Medellín  | Campeonato colombiano 1960 (Todos contra todos)     |
| 026 | 17 de julio de 1960      | Atanasio Girardot      | Medellín | Medellín  | 0 - 1     | Nacional  | Campeonato colombiano 1960 (Todos contra todos)     |
| 027 | 25 de septiembre de 1960 | Atanasio Girardot      | Medellín | Nacional  | 0 - 2     | Medellín  | Campeonato colombiano 1960 (Todos contra todos)     |
| 028 | 4 de diciembre de 1960   | Atanasio Girardot      | Medellín | Medellín  | 1 - 2     | Nacional  | Campeonato colombiano 1960 (Todos contra todos)     |
| 029 | 21 de mayo de 1961       | Atanasio Girardot      | Medellín | Medellín  | 1 - 1     | Nacional  | Campeonato colombiano 1961 (Todos contra todos)     |
| 030 | 20 de julio de 1961      | Atanasio Girardot      | Medellín | Nacional  | 0 - 3     | Medellín  | Campeonato colombiano 1961 (Todos contra todos)     |
| 031 | 1 de octubre de 1961     | Atanasio Girardot      | Medellín | Medellín  | 3 - 0     | Nacional  | Campeonato colombiano 1961 (Todos contra todos)     |
| 032 | 10 de diciembre de 1961  | Atanasio Girardot      | Medellín | Nacional  | 5 - 2     | Medellín  | Campeonato colombiano 1961 (Todos contra todos)     |
| 033 | 11 de marzo de 1962      | Atanasio Girardot      | Medellín | Nacional  | 3 - 1     | Medellín  | Campeonato colombiano 1962 (Todos contra todos)     |
| 034 | 3 de junio de 1962       | Atanasio Girardot      | Medellín | Medellín  | 3 - 2     | Nacional  | Campeonato colombiano 1962 (Todos contra todos)     |
| 035 | 19 de agosto de 1962     | Atanasio Girardot      | Medellín | Nacional  | 0 - 0     | Medellín  | Campeonato colombiano 1962 (Todos contra todos)     |
| 036 | 4 de noviembre de 1962   | Atanasio Girardot      | Medellín | Medellín  | 3 - 1     | Nacional  | Campeonato colombiano 1962 (Todos contra todos)     |
| 037 | 15 de agosto de 1963     | Atanasio Girardot      | Medellín | Medellín  | 3 - 0     | Nacional  | Campeonato colombiano 1963 (Todos contra todos)     |
| 038 | 2 de junio de 1963       | Atanasio Girardot      | Medellín | Nacional  | 1 - 1     | Medellín  | Campeonato colombiano 1963 (Todos contra todos)     |
| 039 | 15 de agosto de 1963     | Atanasio Girardot      | Medellín | Medellín  | 1 - 0     | Nacional  | Campeonato colombiano 1963 (Todos contra todos)     |
| 040 | 10 de noviembre de 1963  | Atanasio Girardot      | Medellín | Nacional  | 3 - 2     | Medellín  | Campeonato colombiano 1963 (Todos contra todos)     |
| 041 | 7 de mayo de 1964        | Atanasio Girardot      | Medellín | Medellín  | 3 - 1     | Nacional  | Campeonato colombiano 1964 (Todos contra todos)     |
| 042 | 19 de julio de 1964      | Atanasio Girardot      | Medellín | Nacional  | 2 - 0     | Medellín  | Campeonato colombiano 1964 (Todos contra todos)     |
| 043 | 11 de octubre de 1964    | Atanasio Girardot      | Medellín | Medellín  | 2 - 0     | Nacional  | Campeonato colombiano 1964 (Todos contra todos)     |
| 044 | 23 de diciembre de 1964  | Atanasio Girardot      | Medellín | Nacional  | 2 - 0     | Medellín  | Campeonato colombiano 1964 (Todos contra todos)     |
| 045 | 14 de marzo de 1965      | Atanasio Girardot      | Medellín | Medellín  | 1 - 1     | Nacional  | Campeonato colombiano 1965 (Todos contra todos)     |
| 046 | 30 de mayo de 1965       | Atanasio Girardot      | Medellín | Nacional  | 1 - 1     | Medellín  | Campeonato colombiano 1965 (Todos contra todos)     |
| 047 | 22 de agosto de 1965     | Atanasio Girardot      | Medellín | Medellín  | 1 - 2     | Nacional  | Campeonato colombiano 1965 (Todos contra todos)     |
| 048 | 14 de noviembre de 1965  | Atanasio Girardot      | Medellín | Nacional  | 1 - 4     | Medellín  | Campeonato colombiano 1965 (Todos contra todos)     |
| 049 | 24 de abril de 1966      | Atanasio Girardot      | Medellín | Nacional  | 1 - 3     | Medellín  | Campeonato colombiano 1966 (Todos contra todos)     |
| 050 | 10 de julio de 1966      | Atanasio Girardot      | Medellín | Medellín  | 1 - 2     | Nacional  | Campeonato colombiano 1966 (Todos contra todos)     |
| 051 | 2 de octubre de 1966     | Atanasio Girardot      | Medellín | Nacional  | 0 - 2     | Medellín  | Campeonato colombiano 1966 (Todos contra todos)     |
| 052 | 11 de diciembre de 1966  | Atanasio Girardot      | Medellín | Medellín  | 3 - 1     | Nacional  | Campeonato colombiano 1966 (Todos contra todos)     |
| 053 | 30 de abril de 1967      | Atanasio Girardot      | Medellín | Nacional  | 3 - 2     | Medellín  | Campeonato colombiano 1967 (Todos contra todos)     |
| 054 | 2 de julio de 1967       | Atanasio Girardot      | Medellín | Medellín  | 1 - 2     | Nacional  | Campeonato colombiano 1967 (Todos contra todos)     |
| 055 | 24 de septiembre de 1967 | Atanasio Girardot      | Medellín | Nacional  | 2 - 3     | Medellín  | Campeonato colombiano 1967 (Todos contra todos)     |
| 056 | 10 de diciembre de 1967  | Atanasio Girardot      | Medellín | Medellín  | 1 - 1     | Nacional  | Campeonato colombiano 1967 (Todos contra todos)     |
| 057 | 7 de abril de 1968       | Atanasio Girardot      | Medellín | Medellín  | 1 - 0     | Nacional  | Campeonato colombiano 1968 (Torneo Apertura)        |
| 058 | 16 de junio de 1968      | Atanasio Girardot      | Medellín | Nacional  | 0 - 0     | Medellín  | Campeonato colombiano 1968 (Torneo Apertura)        |
| 059 | 4 de agosto de 1968      | Atanasio Girardot      | Medellín | Medellín  | 0 - 1     | Nacional  | Campeonato colombiano 1968 (Torneo Finalización)    |
| 060 | 20 de octubre de 1968    | Atanasio Girardot      | Medellín | Nacional  | 1 - 2     | Medellín  | Campeonato colombiano 1968 (Torneo Finalización)    |
| 061 | 2 de marzo de 1969       | Atanasio Girardot      | Medellín | Medellín  | 1 - 0     | Nacional  | Campeonato colombiano 1969 (Torneo Apertura)        |
| 062 | 15 de mayo de 1969       | Atanasio Girardot      | Medellín | Nacional  | 3 - 0     | Medellín  | Campeonato colombiano 1969 (Torneo Apertura)        |
| 063 | 18 de abril de 1969      | Atanasio Girardot      | Medellín | Medellín  | 1 - 0     | Nacional  | Campeonato colombiano 1969 (Torneo Finalización)    |
| 064 | 28 de septiembre de 1969 | Atanasio Girardot      | Medellín | Nacional  | 3 - 1     | Medellín  | Campeonato colombiano 1969 (Torneo Finalización)    |
| 065 | 18 de abril de 1970      | Atanasio Girardot      | Medellín | Medellín  | 4 - 0     | Nacional  | Campeonato colombiano 1970 (Torneo Apertura)        |
| 066 | 3 de mayo de 1970        | Atanasio Girardot      | Medellín | Nacional  | 1 - 2     | Medellín  | Campeonato colombiano 1970 (Torneo Apertura)        |
| 067 | 13 de septiembre de 1970 | Atanasio Girardot      | Medellín | Medellín  | 1 - 0     | Nacional  | Campeonato colombiano 1970 (Torneo Finalización)    |
| 068 | 29 de noviembre de 1970  | Atanasio Girardot      | Medellín | Nacional  | 1 - 1     | Medellín  | Campeonato colombiano 1970 (Torneo Finalización)    |
| 069 | 9 de abril de 1972       | Atanasio Girardot      | Medellín | Medellín  | 0 - 0     | Nacional  | Campeonato colombiano 1972 (Torneo Apertura)        |
| 070 | 29 de junio de 1972      | Atanasio Girardot      | Medellín | Nacional  | 0 - 1     | Medellín  | Campeonato colombiano 1972 (Torneo Apertura)        |
| 071 | 17 de septiembre de 1972 | Atanasio Girardot      | Medellín | Nacional  | 2 - 1     | Medellín  | Campeonato colombiano 1972 (Torneo Finalización)    |
| 072 | 3 de diciembre de 1972   | Atanasio Girardot      | Medellín | Medellín  | 0 - 0     | Nacional  | Campeonato colombiano 1972 (Torneo Finalización)    |
| 073 | 5 de abril de 1973       | Atanasio Girardot      | Medellín | Medellín  | 2 - 2     | Nacional  | Campeonato colombiano 1973 (Torneo Apertura)        |
| 074 | 27 de mayo de 1973       | Atanasio Girardot      | Medellín | Nacional  | 1 - 0     | Medellín  | Campeonato colombiano 1973 (Torneo Apertura)        |
| 075 | 23 de septiembre de 1973 | Atanasio Girardot      | Medellín | Medellín  | 1 - 2     | Nacional  | Campeonato colombiano 1973 (Torneo Finalización)    |
| 076 | 25 de noviembre de 1973  | Atanasio Girardot      | Medellín | Nacional  | 0 - 1     | Medellín  | Campeonato colombiano 1973 (Torneo Finalización)    |
| 077 | 3 de marzo de 1974       | Atanasio Girardot      | Medellín | Nacional  | 1 - 0     | Medellín  | Campeonato colombiano 1974 (Torneo Apertura)        |
| 078 | 19 de mayo de 1974       | Atanasio Girardot      | Medellín | Medellín  | 0 - 3     | Nacional  | Campeonato colombiano 1974 (Torneo Apertura)        |
| 079 | 21 de julio de 1974      | Atanasio Girardot      | Medellín | Nacional  | 1 - 1     | Medellín  | Campeonato colombiano 1974 (Torneo Finalización)    |
| 080 | 13 de octubre de 1974    | Atanasio Girardot      | Medellín | Medellín  | 1 - 1     | Nacional  | Campeonato colombiano 1974 (Torneo Finalización)    |
| 081 | 20 de abril de 1975      | Atanasio Girardot      | Medellín | Nacional  | 3 - 3     | Medellín  | Campeonato colombiano 1975 (Torneo Apertura)        |
| 082 | 26 de junio de 1975      | Atanasio Girardot      | Medellín | Medellín  | 0 - 0     | Nacional  | Campeonato colombiano 1975 (Torneo Apertura)        |
| 083 | 24 de agosto de 1975     | Atanasio Girardot      | Medellín | Nacional  | 0 - 1     | Medellín  | Campeonato colombiano 1975 (Torneo Finalización)    |
| 084 | 7 de septiembre de 1975  | Atanasio Girardot      | Medellín | Nacional  | 1 - 1     | Medellín  | Campeonato colombiano 1975 (Torneo Finalización)    |
| 085 | 2 de noviembre de 1975   | Atanasio Girardot      | Medellín | Medellín  | 0 - 1     | Nacional  | Campeonato colombiano 1975 (Torneo Finalización)    |
| 086 | 22 de febrero de 1976    | Atanasio Girardot      | Medellín | Medellín  | 1 - 4     | Nacional  | Campeonato colombiano 1976 (Torneo Apertura)        |
| 087 | 16 de mayo de 1976       | Atanasio Girardot      | Medellín | Nacional  | 1 - 0     | Medellín  | Campeonato colombiano 1976 (Torneo Apertura)        |
| 088 | 29 de agosto de 1976     | Atanasio Girardot      | Medellín | Medellín  | 1 - 1     | Nacional  | Campeonato colombiano 1976 (Torneo Finalización)    |
| 089 | 26 de septiembre de 1976 | Atanasio Girardot      | Medellín | Nacional  | 2 - 1     | Medellín  | Campeonato colombiano 1976 (Torneo Finalización)    |
| 090 | 4 de noviembre de 1976   | Atanasio Girardot      | Medellín | Nacional  | 6 - 0     | Medellín  | Campeonato colombiano 1976 (Torneo Finalización)    |
| 091 | 21 de abril de 1977      | Atanasio Girardot      | Medellín | Medellín  | 3 - 2     | Nacional  | Campeonato colombiano 1977 (Torneo Apertura)        |
| 092 | 3 de julio de 1977       | Atanasio Girardot      | Medellín | Nacional  | 4 - 3     | Medellín  | Campeonato colombiano 1977 (Torneo Apertura)        |
| 093 | 7 de agosto de 1977      | Atanasio Girardot      | Medellín | Nacional  | 2 - 1     | Medellín  | Campeonato colombiano 1977 (Torneo Finalización)    |
| 094 | 18 de septiembre de 1977 | Atanasio Girardot      | Medellín | Nacional  | 1 - 1     | Medellín  | Campeonato colombiano 1977 (Torneo Finalización)    |
| 095 | 19 de octubre de 1977    | Atanasio Girardot      | Medellín | Medellín  | 0 - 1     | Nacional  | Campeonato colombiano 1977 (Torneo Finalización)    |
| 096 | 5 de abril de 1978       | Atanasio Girardot      | Medellín | Medellín  | 0 - 2     | Nacional  | Campeonato colombiano 1978 (Torneo Apertura)        |
| 097 | 28 de mayo de 1978       | Atanasio Girardot      | Medellín | Nacional  | 1 - 0     | Medellín  | Campeonato colombiano 1978 (Torneo Apertura)        |
| 098 | 30 de julio de 1978      | Atanasio Girardot      | Medellín | Nacional  | 1 - 0     | Medellín  | Campeonato colombiano 1978 (Torneo Finalización)    |
| 099 | 10 de septiembre de 1978 | Atanasio Girardot      | Medellín | Medellín  | 1 - 2     | Nacional  | Campeonato colombiano 1978 (Torneo Finalización)    |
| 100 | 12 de diciembre de 1978  | Atanasio Girardot      | Medellín | Medellín  | 0 - 3     | Nacional  | Campeonato colombiano 1978 (Torneo Finalización)    |
| 101 | 25 de febrero de 1979    | Atanasio Girardot      | Medellín | Medellín  | 0 - 0     | Nacional  | Campeonato colombiano 1979 (Torneo Apertura)        |
| 102 | 29 de abril de 1979      | Atanasio Girardot      | Medellín | Nacional  | 1 - 5     | Medellín  | Campeonato colombiano 1979 (Torneo Apertura)        |
| 103 | 15 de julio de 1979      | Atanasio Girardot      | Medellín | Medellín  | 1 - 1     | Nacional  | Campeonato colombiano 1979 (Torneo Finalización)    |
| 104 | 9 de septiembre de 1979  | Atanasio Girardot      | Medellín | Nacional  | 1 - 2     | Medellín  | Campeonato colombiano 1979 (Torneo Finalización)    |
| 105 | 3 de octubre de 1979     | Atanasio Girardot      | Medellín | Nacional  | 1 - 1     | Medellín  | Campeonato colombiano 1979 (Torneo Finalización)    |
| 106 | 1 de mayo de 1980        | Atanasio Girardot      | Medellín | Nacional  | 1 - 1     | Medellín  | Campeonato colombiano 1980 (Torneo Apertura)        |
| 107 | 13 de julio de 1980      | Atanasio Girardot      | Medellín | Medellín  | 0 - 1     | Nacional  | Campeonato colombiano 1980 (Torneo Apertura)        |
| 108 | 27 de agosto de 1980     | Atanasio Girardot      | Medellín | Nacional  | 0 - 0     | Medellín  | Campeonato colombiano 1980 (Torneo Finalización)    |
| 109 | 26 de octubre de 1980    | Atanasio Girardot      | Medellín | Medellín  | 2 - 1     | Nacional  | Campeonato colombiano 1980 (Torneo Finalización)    |
| 110 | 29 de marzo de 1981      | Atanasio Girardot      | Medellín | Nacional  | 1 - 1     | Medellín  | Campeonato colombiano 1981 (Torneo Apertura)        |
| 111 | 21 de junio de 1981      | Atanasio Girardot      | Medellín | Medellín  | 1 - 2     | Nacional  | Campeonato colombiano 1981 (Torneo Apertura)        |
| 112 | 19 de agosto de 1981     | Atanasio Girardot      | Medellín | Medellín  | 0 - 0     | Nacional  | Campeonato colombiano 1981 (Torneo Finalización)    |
| 113 | 5 de septiembre de 1981  | Atanasio Girardot      | Medellín | Medellín  | 1 - 3     | Nacional  | Campeonato colombiano 1981 (Torneo Finalización)    |
| 114 | 11 de octubre de 1981    | Atanasio Girardot      | Medellín | Nacional  | 3 - 4     | Medellín  | Campeonato colombiano 1981 (Torneo Finalización)    |
| 115 | 4 de marzo de 1982       | Atanasio Girardot      | Medellín | Nacional  | 3 - 1     | Medellín  | Campeonato colombiano 1982 (Torneo Apertura)        |
| 116 | 2 de mayo de 1982        | Atanasio Girardot      | Medellín | Medellín  | 2 - 0     | Nacional  | Campeonato colombiano 1982 (Torneo Apertura)        |
| 117 | 1 de agosto de 1982      | Atanasio Girardot      | Medellín | Nacional  | 2 - 2     | Medellín  | Campeonato colombiano 1982 (Torneo Finalización)    |
| 118 | 3 de octubre de 1982     | Atanasio Girardot      | Medellín | Medellín  | 1 - 1     | Nacional  | Campeonato colombiano 1982 (Torneo Finalización)    |
| 119 | 17 de noviembre de 1982  | Atanasio Girardot      | Medellín | Medellín  | 3 - 1     | Nacional  | Campeonato colombiano 1982 (Octogonal Final)        |
| 120 | 15 de diciembre de 1982  | Atanasio Girardot      | Medellín | Nacional  | 1 - 0     | Medellín  | Campeonato colombiano 1982 (Octogonal Final)        |
| 121 | 17 de abril de 1983      | Atanasio Girardot      | Medellín | Medellín  | 2 - 0     | Nacional  | Campeonato colombiano 1983 (Torneo Apertura)        |
| 122 | 25 de mayo de 1983       | Atanasio Girardot      | Medellín | Nacional  | 1 - 1     | Medellín  | Campeonato colombiano 1983 (Torneo Apertura)        |
| 123 | 3 de julio de 1983       | Atanasio Girardot      | Medellín | Medellín  | 0 - 3     | Nacional  | Campeonato colombiano 1983 (Torneo Finalización)    |
| 124 | 2 de octubre de 1983     | Atanasio Girardot      | Medellín | Nacional  | 0 - 0     | Medellín  | Campeonato colombiano 1983 (Torneo Finalización)    |
| 125 | 9 de noviembre de 1983   | Atanasio Girardot      | Medellín | Medellín  | 0 - 0     | Nacional  | Campeonato colombiano 1983 (Octogonal Final)        |
| 126 | 8 de diciembre de 1983   | Atanasio Girardot      | Medellín | Nacional  | 1 - 1     | Medellín  | Campeonato colombiano 1983 (Octogonal Final)        |
| 127 | 22 de marzo de 1984      | Atanasio Girardot      | Medellín | Nacional  | 2 - 0     | Medellín  | Campeonato colombiano 1984 (Torneo Apertura)        |
| 128 | 8 de abril de 1984       | Atanasio Girardot      | Medellín | Medellín  | 0 - 1     | Nacional  | Campeonato colombiano 1984 (Torneo Apertura)        |
| 129 | 9 de junio de 1984       | Atanasio Girardot      | Medellín | Medellín  | 1 - 1     | Nacional  | Campeonato colombiano 1984 (Torneo Finalización)    |
| 130 | 19 de agosto de 1984     | Atanasio Girardot      | Medellín | Nacional  | 1 - 1     | Medellín  | Campeonato colombiano 1984 (Torneo Finalización)    |
| 131 | 7 de noviembre de 1984   | Atanasio Girardot      | Medellín | Medellín  | 1 - 1     | Nacional  | Campeonato colombiano 1984 (Octogonal Final)        |
| 132 | 5 de diciembre de 1984   | Atanasio Girardot      | Medellín | Nacional  | 1 - 0     | Medellín  | Campeonato colombiano 1984 (Octogonal Final)        |
| 133 | 21 de abril de 1985      | Atanasio Girardot      | Medellín | Medellín  | 1 - 3     | Nacional  | Campeonato colombiano 1985 (Torneo Apertura)        |
| 134 | 29 de mayo de 1985       | Atanasio Girardot      | Medellín | Nacional  | 0 - 1     | Medellín  | Campeonato colombiano 1985 (Torneo Apertura)        |
| 135 | 25 de agosto de 1985     | Atanasio Girardot      | Medellín | Medellín  | 1 - 2     | Nacional  | Campeonato colombiano 1985 (Torneo Finalización)    |
| 136 | 13 de octubre de 1985    | Atanasio Girardot      | Medellín | Nacional  | 0 - 0     | Medellín  | Campeonato colombiano 1985 (Torneo Finalización)    |
| 137 | 13 de noviembre de 1985  | Atanasio Girardot      | Medellín | Nacional  | 1 - 0     | Medellín  | Campeonato colombiano 1985 (Octogonal Final)        |
| 138 | 11 de diciembre de 1985  | Atanasio Girardot      | Medellín | Medellín  | 1 - 2     | Nacional  | Campeonato colombiano 1985 (Octogonal Final)        |
| 139 | 16 de marzo de 1986      | Atanasio Girardot      | Medellín | Medellín  | 2 - 1     | Nacional  | Campeonato colombiano 1986 (Torneo Apertura)        |
| 140 | 1 de mayo de 1986        | Atanasio Girardot      | Medellín | Nacional  | 0 - 2     | Medellín  | Campeonato colombiano 1986 (Torneo Apertura)        |
| 141 | 27 de agosto de 1986     | Atanasio Girardot      | Medellín | Medellín  | 0 - 0     | Nacional  | Campeonato colombiano 1986 (Torneo Finalización)    |
| 142 | 26 de octubre de 1986    | Atanasio Girardot      | Medellín | Nacional  | 1 - 1     | Medellín  | Campeonato colombiano 1986 (Torneo Finalización)    |
| 143 | 2 de noviembre de 1986   | Atanasio Girardot      | Medellín | Medellín  | 0 - 0     | Nacional  | Campeonato colombiano 1986 (Octogonal Final)        |
| 144 | 30 de noviembre de 1986  | Atanasio Girardot      | Medellín | Nacional  | 0 - 0     | Medellín  | Campeonato colombiano 1986 (Octogonal Final)        |
| 145 | 15 de marzo de 1987      | Atanasio Girardot      | Medellín | Nacional  | 1 - 2     | Medellín  | Campeonato colombiano 1987 (Torneo Apertura)        |
| 146 | 27 de mayo de 1987       | Atanasio Girardot      | Medellín | Medellín  | 0 - 2     | Nacional  | Campeonato colombiano 1987 (Torneo Apertura)        |
| 147 | 26 de julio de 1987      | Atanasio Girardot      | Medellín | Nacional  | 1 - 0     | Medellín  | Campeonato colombiano 1987 (Torneo Finalización)    |
| 148 | 27 de septiembre de 1987 | Atanasio Girardot      | Medellín | Medellín  | 0 - 0     | Nacional  | Campeonato colombiano 1987 (Torneo Finalización)    |
| 149 | 9 de diciembre de 1987   | Atanasio Girardot      | Medellín | Nacional  | 4 - 0     | Medellín  | Campeonato colombiano 1987 (Octogonal Final)        |
| 150 | 9 de diciembre de 1987   | Atanasio Girardot      | Medellín | Medellín  | 1 - 6     | Nacional  | Campeonato colombiano 1987 (Octogonal Final)        |
| 151 | 21 de febrero de 1988    | Atanasio Girardot      | Medellín | Nacional  | 2 - 1     | Medellín  | Campeonato colombiano 1988 (Torneo Apertura)        |
| 152 | 20 de marzo de 1988      | Atanasio Girardot      | Medellín | Medellín  | 1 - 2     | Nacional  | Campeonato colombiano 1988 (Torneo Apertura)        |
| 153 | 8 de junio de 1988       | Atanasio Girardot      | Medellín | Nacional  | 3 - 0     | Medellín  | Campeonato colombiano 1988 (Torneo Finalización)    |
| 154 | 23 de octubre de 1988    | Atanasio Girardot      | Medellín | Medellín  | 0 - 0     | Nacional  | Campeonato colombiano 1988 (Torneo Finalización)    |
| 155 | 2 de abril de 1989       | Atanasio Girardot      | Medellín | Medellín  | 1 - 1     | Nacional  | Campeonato colombiano 1989 (Torneo Apertura)        |
| 156 | 3 de junio de 1989       | Atanasio Girardot      | Medellín | Nacional  | 1 - 1     | Medellín  | Campeonato colombiano 1989 (Copa Colombia)          |
| 157 | 5 de junio de 1989       | Atanasio Girardot      | Medellín | Medellín  | 1 - 0     | Nacional  | Campeonato colombiano 1989 (Copa Colombia)          |
| 158 | 6 de agosto de 1989      | Atanasio Girardot      | Medellín | Nacional  | 1 - 0     | Medellín  | Campeonato colombiano 1989 (Torneo Finalización)    |
| 159 | 5 de noviembre de 1989   | Atanasio Girardot      | Medellín | Nacional  | 1 - 0     | Medellín  | Campeonato colombiano 1989 (Cuadrangular Repechaje) |
| 160 | 18 de abril de 1990      | Atanasio Girardot      | Medellín | Medellín  | 2 - 2     | Nacional  | Campeonato colombiano 1990 (Torneo Apertura)        |
| 161 | 2 de mayo de 1990        | Atanasio Girardot      | Medellín | Nacional  | 2 - 1     | Medellín  | Campeonato colombiano 1990 (Torneo Apertura)        |
| 162 | 30 de agosto de 1990     | Atanasio Girardot      | Medellín | Nacional  | 1 - 1     | Medellín  | Campeonato colombiano 1990 (Torneo Finalización)    |
| 163 | 17 de octubre de 1990    | Atanasio Girardot      | Medellín | Medellín  | 3 - 2     | Nacional  | Campeonato colombiano 1990 (Torneo Finalización)    |
| 164 | 7 de noviembre de 1990   | Atanasio Girardot      | Medellín | Nacional  | 1 - 1     | Medellín  | Campeonato colombiano 1990 (Cuadrang. semifinales)  |
| 165 | 21 de noviembre de 1990  | Atanasio Girardot      | Medellín | Medellín  | 0 - 0     | Nacional  | Campeonato colombiano 1990 (Cuadrang. semifinales)  |
| 166 | 28 de febrero de 1991    | Atanasio Girardot      | Medellín | Medellín  | 2 - 1     | Nacional  | Campeonato colombiano 1991 (Torneo Apertura)        |
| 167 | 21 de marzo de 1991      | Atanasio Girardot      | Medellín | Nacional  | 2 - 0     | Medellín  | Campeonato colombiano 1991 (Torneo Apertura)        |
| 168 | 11 de agosto de 1991     | Atanasio Girardot      | Medellín | Medellín  | 3 - 1     | Nacional  | Campeonato colombiano 1991 (Torneo Finalización)    |
| 169 | 29 de septiembre de 1991 | Atanasio Girardot      | Medellín | Nacional  | 2 - 2     | Medellín  | Campeonato colombiano 1991 (Torneo Finalización)    |
| 170 | 13 de noviembre de 1991  | Atanasio Girardot      | Medellín | Nacional  | 2 - 1     | Medellín  | Campeonato colombiano 1991 (Cuadrang. semifinales)  |
| 171 | 27 de noviembre de 1991  | Atanasio Girardot      | Medellín | Medellín  | 0 - 2     | Nacional  | Campeonato colombiano 1991 (Cuadrang. semifinales)  |
| 172 | 23 de febrero de 1992    | Atanasio Girardot      | Medellín | Medellín  | 1 - 1     | Nacional  | Campeonato colombiano 1992 (Torneo Apertura)        |
| 173 | 26 de abril de 1992      | Atanasio Girardot      | Medellín | Nacional  | 2 - 0     | Medellín  | Campeonato colombiano 1992 (Torneo Apertura)        |
| 174 | 9 de septiembre de 1992  | Atanasio Girardot      | Medellín | Nacional  | 3 - 1     | Medellín  | Campeonato colombiano 1992 (Torneo Finalización)    |
| 175 | 1 de noviembre de 1992   | Atanasio Girardot      | Medellín | Medellín  | 2 - 3     | Nacional  | Campeonato colombiano 1992 (Torneo Finalización)    |
| 176 | 21 de febrero de 1993    | Atanasio Girardot      | Medellín | Nacional  | 2 - 2     | Medellín  | Campeonato colombiano 1993 (Torneo Apertura)        |
| 177 | 11 de abril de 1993      | Atanasio Girardot      | Medellín | Medellín  | 4 - 3     | Nacional  | Campeonato colombiano 1993 (Torneo Apertura)        |
| 178 | 21 de agosto de 1993     | Atanasio Girardot      | Medellín | Nacional  | 1 - 2     | Medellín  | Campeonato colombiano 1993 (Torneo Finalización)    |
| 179 | 17 de octubre de 1993    | Atanasio Girardot      | Medellín | Medellín  | 0 - 0     | Nacional  | Campeonato colombiano 1993 (Torneo Finalización)    |
| 180 | 5 de diciembre de 1993   | Atanasio Girardot      | Medellín | Medellín  | 2 - 4     | Nacional  | Campeonato colombiano 1993 (Cuadrangular final)     |
| 181 | 19 de diciembre de 1993  | Atanasio Girardot      | Medellín | Nacional  | 0 - 1     | Medellín  | Campeonato colombiano 1993 (Cuadrangular final)     |
| 182 | 23 de marzo de 1994      | Atanasio Girardot      | Medellín | Nacional  | 3 - 0     | Medellín  | Campeonato colombiano 1994 (Torneo Apertura)        |
| 183 | 13 de abril de 1994      | Atanasio Girardot      | Medellín | Medellín  | 0 - 0     | Nacional  | Campeonato colombiano 1994 (Torneo Apertura)        |
| 184 | 4 de mayo de 1994        | Atanasio Girardot      | Medellín | Medellín  | 0 - 0     | Nacional  | Campeonato colombiano 1994 (Torneo Finalización)    |
| 185 | 28 de agosto de 1994     | Atanasio Girardot      | Medellín | Nacional  | 0 - 0     | Medellín  | Campeonato colombiano 1994 (Torneo Finalización)    |
| 186 | 13 de noviembre de 1994  | Atanasio Girardot      | Medellín | Nacional  | 2 - 0     | Medellín  | Campeonato colombiano 1994 (Cuadrang. semifinales)  |
| 187 | 27 de noviembre de 1994  | Atanasio Girardot      | Medellín | Medellín  | 1 - 0     | Nacional  | Campeonato colombiano 1994 (Cuadrang. semifinales)  |
| 188 | 4 de diciembre de 1994   | Atanasio Girardot      | Medellín | Nacional  | 1 - 1     | Medellín  | Campeonato colombiano 1994 (Cuadrangular final)     |
| 189 | 18 de diciembre de 1994  | Atanasio Girardot      | Medellín | Medellín  | 0 - 1     | Nacional  | Campeonato colombiano 1994 (Cuadrangular final)     |
| 190 | 5 de abril de 1995       | Atanasio Girardot      | Medellín | Medellín  | 2 - 1     | Nacional  | Campeonato colombiano 1995 (Todos contra todos)     |
| 191 | 31 de mayo de 1995       | Atanasio Girardot      | Medellín | Nacional  | 2 - 1     | Medellín  | Campeonato colombiano 1995 (Todos contra todos)     |
| 192 | 7 de octubre de 1995     | Atanasio Girardot      | Medellín | Nacional  | 2 - 1     | Medellín  | Campeonato colombiano 1995-96 (Torneo Apertura)     |
| 193 | 3 de diciembre de 1995   | Atanasio Girardot      | Medellín | Medellín  | 0 - 1     | Nacional  | Campeonato colombiano 1995-96 (Torneo Apertura)     |
| 194 | 21 de enero de 1996      | Atanasio Girardot      | Medellín | Nacional  | 2 - 0     | Medellín  | Campeonato colombiano 1995-96 (Torneo Finalización) |
| 195 | 17 de marzo de 1996      | Atanasio Girardot      | Medellín | Medellín  | 0 - 2     | Nacional  | Campeonato colombiano 1995-96 (Torneo Finalización) |
| 196 | 8 de septiembre de 1996  | Atanasio Girardot      | Medellín | Nacional  | 0 - 0     | Medellín  | Campeonato colombiano 1996-97 (Torneo Apertura)     |
| 197 | 15 de septiembre de 1996 | Atanasio Girardot      | Medellín | Nacional  | 1 - 0     | Medellín  | Campeonato colombiano 1996-97 (Torneo Apertura)     |
| 198 | 8 de diciembre de 1996   | Atanasio Girardot      | Medellín | Nacional  | 0 - 2     | Medellín  | Campeonato colombiano 1996-97 (Torneo Apertura)     |
| 199 | 11 de diciembre de 1996  | Atanasio Girardot      | Medellín | Medellín  | 0 - 0     | Nacional  | Campeonato colombiano 1996-97 (Torneo Apertura)     |
| 200 | 9 de julio de 1997       | Atanasio Girardot      | Medellín | Nacional  | 4 - 2     | Medellín  | Campeonato colombiano 1996-97 (Torneo Adecuación)   |
| 201 | 30 de agosto de 1997     | Atanasio Girardot      | Medellín | Medellín  | 0 - 2     | Nacional  | Campeonato colombiano 1996-97 (Torneo Adecuación)   |
| 202 | 18 de febrero de 1998    | Atanasio Girardot      | Medellín | Medellín  | 0 - 0     | Nacional  | Campeonato colombiano 1998 (Todos contra todos)     |
| 203 | 9 de mayo de 1998        | Atanasio Girardot      | Medellín | Nacional  | 2 - 2     | Medellín  | Campeonato colombiano 1998 (Cuad. regionales)       |
| 204 | 28 de mayo de 1998       | Atanasio Girardot      | Medellín | Medellín  | 3 - 0     | Nacional  | Campeonato colombiano 1998 (Cuad. regionales)       |
| 205 | 9 de septiembre de 1998  | Atanasio Girardot      | Medellín | Nacional  | 1 - 0     | Medellín  | Campeonato colombiano 1998 (Todos contra todos)     |
| 206 | 15 de octubre de 1998    | Atanasio Girardot      | Medellín | Nacional  | 3 - 2     | Medellín  | Campeonato colombiano 1998 (Todos contra todos)     |
| 207 | 8 de noviembre de 1998   | Atanasio Girardot      | Medellín | Medellín  | 1 - 1     | Nacional  | Campeonato colombiano 1998 (Todos contra todos)     |
| 208 | 24 de marzo de 1999      | Atanasio Girardot      | Medellín | Nacional  | 1 - 1     | Medellín  | Campeonato colombiano 1999 (Todos contra todos)     |
| 209 | 7 de abril de 1999       | Atanasio Girardot      | Medellín | Medellín  | 2 - 0     | Nacional  | Campeonato colombiano 1999 (Todos contra todos)     |
| 210 | 29 de abril de 1999      | Atanasio Girardot      | Medellín | Nacional  | 1 - 0     | Medellín  | Campeonato colombiano 1999 (Todos contra todos)     |
| 211 | 20 de junio de 1999      | Atanasio Girardot      | Medellín | Nacional  | 1 - 1     | Medellín  | Campeonato colombiano 1999 (Todos contra todos)     |
| 212 | 6 de octubre de 1999     | Atanasio Girardot      | Medellín | Medellín  | 0 - 0     | Nacional  | Campeonato colombiano 1999 (Todos contra todos)     |
| 213 | 14 de noviembre de 1999  | Atanasio Girardot      | Medellín | Medellín  | 1 - 1     | Nacional  | Campeonato colombiano 1999 (Todos contra todos)     |
| 214 | 8 de diciembre de 1999   | Atanasio Girardot      | Medellín | Medellín  | 0 - 0     | Nacional  | Campeonato colombiano 1999 (Final Finalización)     |
| 215 | 12 de diciembre de 1999  | Atanasio Girardot      | Medellín | Nacional  | 1 - 0     | Medellín  | Campeonato colombiano 1999 (Final Finalización)     |
| 216 | 30 de abril de 2000      | Atanasio Girardot      | Medellín | Medellín  | 3 - 4     | Nacional  | Campeonato colombiano 2000 (Todos contra todos)     |
| 217 | 17 de septiembre de 2000 | Atanasio Girardot      | Medellín | Nacional  | 1 - 2     | Medellín  | Campeonato colombiano 2000 (Todos contra todos)     |
| 218 | 18 de febrero de 2001    | Atanasio Girardot      | Medellín | Nacional  | 0 - 4     | Medellín  | Campeonato colombiano 2001 (Todos contra todos)     |
| 219 | 1 de julio de 2001       | Atanasio Girardot      | Medellín | Medellín  | 2 - 1     | Nacional  | Campeonato colombiano 2001 (Todos contra todos)     |
| 220 | 6 de septiembre de 2001  | Atanasio Girardot      | Medellín | Medellín  | 4 - 3     | Nacional  | Campeonato colombiano 2001 (Todos contra todos)     |
| 221 | 11 de noviembre de 2001  | Atanasio Girardot      | Medellín | Nacional  | 2 - 0     | Medellín  | Campeonato colombiano 2001 (Todos contra todos)     |
| 222 | 13 de febrero de 2002    | Atanasio Girardot      | Medellín | Medellín  | 1 - 1     | Nacional  | Torneo Apertura (Todos contra todos)                |
| 223 | 14 de marzo de 2002      | Atanasio Girardot      | Medellín | Nacional  | 1 - 1     | Medellín  | Torneo Apertura (Todos contra todos)                |
| 224 | 21 de julio de 2002      | Atanasio Girardot      | Medellín | Nacional  | 0 - 0     | Medellín  | Torneo Finalización (Todos contra todos)            |
| 225 | 24 de agosto de 2002     | Atanasio Girardot      | Medellín | Medellín  | 1 - 1     | Nacional  | Torneo Finalización (Todos contra todos)            |
| 226 | 11 de marzo de 2003      | Atanasio Girardot      | Medellín | Medellín  | 1 - 2     | Nacional  | Torneo Apertura (Todos contra todos)                |
| 227 | 22 de marzo de 2003      | Atanasio Girardot      | Medellín | Nacional  | 0 - 1     | Medellín  | Torneo Apertura (Todos contra todos)                |
| 228 | 9 de agosto de 2003      | Atanasio Girardot      | Medellín | Nacional  | 2 - 1     | Medellín  | Torneo Finalización (Todos contra todos)            |
| 229 | 13 de septiembre de 2003 | Atanasio Girardot      | Medellín | Medellín  | 2 - 1     | Nacional  | Torneo Finalización (Todos contra todos)            |
| 230 | 22 de noviembre de 2003  | Atanasio Girardot      | Medellín | Medellín  | 1 - 2     | Nacional  | Torneo Finalización (Cuadrangulares semifinales)    |
| 231 | 6 de diciembre de 2003   | Atanasio Girardot      | Medellín | Nacional  | 4 - 2     | Medellín  | Torneo Finalización (Cuadrangulares semifinales)    |
| 232 | 20 de marzo de 2004      | Atanasio Girardot      | Medellín | Medellín  | 0 - 2     | Nacional  | Torneo Apertura (Todos contra todos)                |
| 233 | 11 de mayo de 2004       | Atanasio Girardot      | Medellín | Nacional  | 0 - 2     | Medellín  | Torneo Apertura (Todos contra todos)                |
| 234 | 24 de junio de 2004      | Atanasio Girardot      | Medellín | Medellín  | 2 - 1     | Nacional  | Torneo Apertura (Final)                             |
| 235 | 27 de junio de 2004      | Atanasio Girardot      | Medellín | Nacional  | 0 - 0     | Medellín  | Torneo Apertura (Final)                             |
| 236 | 9 de septiembre de 2004  | Atanasio Girardot      | Medellín | Nacional  | 2 - 1     | Medellín  | Torneo Finalización (Todos contra todos)            |
| 237 | 30 de octubre de 2004    | Atanasio Girardot      | Medellín | Medellín  | 0 - 1     | Nacional  | Torneo Finalización (Todos contra todos)            |
| 238 | 19 de marzo de 2005      | Atanasio Girardot      | Medellín | Medellín  | 0 - 4     | Nacional  | Torneo Apertura (Todos contra todos)                |
| 239 | 10 de mayo de 2005       | Atanasio Girardot      | Medellín | Nacional  | 3 - 1     | Medellín  | Torneo Apertura (Todos contra todos)                |
| 240 | 21 de mayo de 2005       | Atanasio Girardot      | Medellín | Medellín  | 1 - 2     | Nacional  | Torneo Apertura (Cuadrangulares semifinales)        |
| 241 | 14 de junio de 2005      | Atanasio Girardot      | Medellín | Nacional  | 2 - 1     | Medellín  | Torneo Apertura (Cuadrangulares semifinales)        |
| 242 | 27 de agosto de 2005     | Atanasio Girardot      | Medellín | Nacional  | 3 - 2     | Medellín  | Torneo Finalización (Todos contra todos)            |
| 243 | 29 de octubre de 2005    | Atanasio Girardot      | Medellín | Medellín  | 1 - 1     | Nacional  | Torneo Finalización (Todos contra todos)            |
| 244 | 25 de marzo de 2006      | Atanasio Girardot      | Medellín | Nacional  | 2 - 1     | Medellín  | Torneo Apertura (Todos contra todos)                |
| 245 | 16 de mayo de 2006       | Atanasio Girardot      | Medellín | Medellín  | 1 - 1     | Nacional  | Torneo Apertura (Todos contra todos)                |
| 246 | 9 de septiembre de 2006  | Atanasio Girardot      | Medellín | Medellín  | 0 - 1     | Nacional  | Torneo Finalización (Todos contra todos)            |
| 247 | 5 de noviembre de 2006   | Atanasio Girardot      | Medellín | Nacional  | 0 - 1     | Medellín  | Torneo Finalización (Todos contra todos)            |
| 248 | 4 de marzo de 2007       | Atanasio Girardot      | Medellín | Medellín  | 2 - 2     | Nacional  | Torneo Apertura (Todos contra todos)                |
| 249 | 31 de marzo de 2007      | Atanasio Girardot      | Medellín | Nacional  | 2 - 2     | Medellín  | Torneo Apertura (Todos contra todos)                |
| 250 | 18 de agosto de 2007     | Atanasio Girardot      | Medellín | Nacional  | 1 - 0     | Medellín  | Torneo Finalización (Todos contra todos)            |
| 251 | 16 de septiembre de 2007 | Atanasio Girardot      | Medellín | Medellín  | 1 - 4     | Nacional  | Torneo Finalización (Todos contra todos)            |
| 252 | 23 de febrero de 2008    | Atanasio Girardot      | Medellín | Nacional  | 1 - 0     | Medellín  | Torneo Apertura (Todos contra todos)                |
| 253 | 23 de marzo de 2008      | Atanasio Girardot      | Medellín | Medellín  | 2 - 0     | Nacional  | Torneo Apertura (Todos contra todos)                |
| 254 | 9 de abril de 2008       | Atanasio Girardot      | Medellín | Nacional  | 3 - 1     | Medellín  | Copa Colombia (Fase de grupos)                      |
| 255 | 30 de julio de 2008      | Atanasio Girardot      | Medellín | Medellín  | 1 - 0     | Nacional  | Copa Colombia (Fase de grupos)                      |
| 256 | 16 de agosto de 2008     | Atanasio Girardot      | Medellín | Medellín  | 0 - 1     | Nacional  | Torneo Finalización (Todos contra todos)            |
| 257 | 21 de septiembre de 2008 | Atanasio Girardot      | Medellín | Nacional  | 1 - 2     | Medellín  | Torneo Finalización (Todos contra todos)            |
| 258 | 27 de noviembre de 2008  | Atanasio Girardot      | Medellín | Nacional  | 1 - 1     | Medellín  | Torneo Finalización (Cuadrangulares semifinales)    |
| 259 | 10 de diciembre de 2008  | Atanasio Girardot      | Medellín | Medellín  | 0 - 0     | Nacional  | Torneo Finalización (Cuadrangulares semifinales)    |
| 260 | 22 de marzo de 2009      | Atanasio Girardot      | Medellín | Nacional  | 0 - 0     | Medellín  | Torneo Apertura (Todos contra todos)                |
| 261 | 16 de abril de 2009      | Atanasio Girardot      | Medellín | Nacional  | 3 - 3     | Medellín  | Copa Colombia (Fase de grupos)                      |
| 262 | 13 de mayo de 2009       | Atanasio Girardot      | Medellín | Medellín  | 1 - 2     | Nacional  | Torneo Apertura (Todos contra todos)                |
| 263 | 5 de agosto de 2009      | Atanasio Girardot      | Medellín | Medellín  | 2 - 0     | Nacional  | Copa Colombia (Fase de grupos)                      |
| 264 | 13 de septiembre de 2009 | Atanasio Girardot      | Medellín | Medellín  | 3 - 1     | Nacional  | Torneo Finalización (Todos contra todos)            |
| 265 | 7 de noviembre de 2009   | Atanasio Girardot      | Medellín | Nacional  | 0 - 0     | Medellín  | Torneo Finalización (Todos contra todos)            |
| 266 | 7 de febrero de 2010     | Atanasio Girardot      | Medellín | Nacional  | 1 - 2     | Medellín  | Torneo Apertura (Todos contra todos)                |
| 267 | 15 de abril de 2010      | Atanasio Girardot      | Medellín | Medellín  | 2 - 1     | Nacional  | Torneo Apertura (Todos contra todos)                |
| 268 | 28 de abril de 2010      | Atanasio Girardot      | Medellín | Medellín  | 2 - 1     | Nacional  | Copa Colombia (Fase de grupos)                      |
| 269 | 4 de agosto de 2010      | Polideportivo Sur      | Envigado | Nacional  | 0 - 0     | Medellín  | Copa Colombia (Fase de grupos)                      |
| 270 | 12 de septiembre de 2010 | Atanasio Girardot      | Medellín | Nacional  | 1 - 0     | Medellín  | Torneo Finalización (Todos contra todos)            |
| 271 | 29 de septiembre de 2010 | Atanasio Girardot      | Medellín | Medellín  | 1 - 2     | Nacional  | Torneo Finalización (Todos contra todos)            |
| 272 | 2 de abril de 2011       | Atanasio Girardot      | Medellín | Medellín  | 2 - 3     | Nacional  | Torneo Apertura (Todos contra todos)                |
| 273 | 6 de abril de 2011       | Atanasio Girardot      | Medellín | Nacional  | 1 - 0     | Medellín  | Torneo Apertura (Todos contra todos)                |
| 274 | 27 de junio de 2011      | Atanasio Girardot      | Medellín | Medellín  | 5 - 1     | Nacional  | Copa Colombia (Fase de grupos)                      |
| 275 | 7 de julio de 2011       | Ditaires               | Itagüí   | Nacional  | 1 - 1     | Medellín  | Copa Colombia (Fase de grupos)                      |
| 276 | 28 de septiembre de 2011 | Atanasio Girardot      | Medellín | Nacional  | 1 - 1     | Medellín  | Torneo Finalización (Todos contra todos)            |
| 277 | 1 de octubre de 2011     | Atanasio Girardot      | Medellín | Medellín  | 0 - 2     | Nacional  | Torneo Finalización (Todos contra todos)            |
| 278 | 11 de marzo de 2012      | Atanasio Girardot      | Medellín | Nacional  | 1 - 2     | Medellín  | Torneo Apertura (Todos contra todos)                |
| 279 | 25 de marzo de 2012      | Atanasio Girardot      | Medellín | Medellín  | 1 - 0     | Nacional  | Torneo Apertura (Todos contra todos)                |
| 280 | 12 de abril de 2012      | Atanasio Girardot      | Medellín | Medellín  | 1 - 2     | Nacional  | Copa Colombia (Fase de grupos)                      |
| 281 | 9 de junio de 2012       | Atanasio Girardot      | Medellín | Nacional  | 2 - 1     | Medellín  | Copa Colombia (Fase de grupos)                      |
| 282 | 1 de septiembre de 2012  | Atanasio Girardot      | Medellín | Medellín  | 0 - 3     | Nacional  | Torneo Finalización (Todos contra todos)            |
| 283 | 23 de septiembre de 2012 | Atanasio Girardot      | Medellín | Nacional  | 2 - 2     | Medellín  | Torneo Finalización (Todos contra todos)            |
| 284 | 21 de noviembre de 2012  | Atanasio Girardot      | Medellín | Nacional  | 0 - 1     | Medellín  | Torneo Finalización (Cuadrangulares semifinales)    |
| 285 | 6 de diciembre de 2012   | Atanasio Girardot      | Medellín | Medellín  | 1 - 1     | Nacional  | Torneo Finalización (Cuadrangulares semifinales)    |
| 286 | 14 de marzo de 2013      | Atanasio Girardot      | Medellín | Nacional  | 5 - 2     | Medellín  | Copa Colombia (Fase de grupos)                      |
| 287 | 6 de abril de 2013       | Atanasio Girardot      | Medellín | Medellín  | 0 - 0     | Nacional  | Torneo Apertura (Todos contra todos)                |
| 288 | 28 de abril de 2013      | Atanasio Girardot      | Medellín | Medellín  | 2 - 2     | Nacional  | Torneo Apertura (Todos contra todos)                |
| 289 | 15 de mayo de 2013       | Atanasio Girardot      | Medellín | Medellín  | 2 - 0     | Nacional  | Copa Colombia (Fase de grupos)                      |
| 290 | 14 de septiembre de 2013 | Atanasio Girardot      | Medellín | Nacional  | 3 - 0     | Medellín  | Torneo Finalización (Todos contra todos)            |
| 291 | 2 de octubre de 2013     | Atanasio Girardot      | Medellín | Medellín  | 1 - 1     | Nacional  | Torneo Finalización (Todos contra todos)            |
| 292 | 26 de enero de 2014      | Atanasio Girardot      | Medellín | Nacional  | 3 - 1     | Medellín  | Torneo Apertura (Todos contra todos)                |
| 293 | 1 de marzo de 2014       | Atanasio Girardot      | Medellín | Medellín  | 0 - 2     | Nacional  | Torneo Apertura (Todos contra todos)                |
| 294 | 6 de julio de 2014       | Atanasio Girardot      | Medellín | Medellín  | 2 - 1     | Nacional  | Copa Colombia (Fase de grupos)                      |
| 295 | 19 de julio de 2014      | Atanasio Girardot      | Medellín | Medellín  | 1 - 0     | Nacional  | Torneo Finalización (Todos contra todos)            |
| 296 | 13 de agosto de 2014     | Atanasio Girardot      | Medellín | Nacional  | 3 - 0     | Medellín  | Copa Colombia (Fase de grupos)                      |
| 297 | 13 de septiembre de 2014 | Atanasio Girardot      | Medellín | Nacional  | 1 - 0     | Medellín  | Torneo Finalización (Todos contra todos)            |
| 298 | 7 de febrero de 2015     | Atanasio Girardot      | Medellín | Medellín  | 0 - 1     | Nacional  | Torneo Apertura (Todos contra todos)                |
| 299 | 15 de marzo de 2015      | Atanasio Girardot      | Medellín | Nacional  | 3 - 1     | Medellín  | Torneo Apertura (Todos contra todos)                |
| 300 | 18 de julio de 2015      | Atanasio Girardot      | Medellín | Nacional  | 0 - 0     | Medellín  | Torneo Finalización (Todos contra todos)            |
| 301 | 5 de septiembre de 2015  | Atanasio Girardot      | Medellín | Medellín  | 1 - 0     | Nacional  | Torneo Finalización (Todos contra todos)            |
| 302 | 10 de diciembre de 2015  | Atanasio Girardot      | Medellín | Medellín  | 1 - 0     | Nacional  | Torneo Finalización (Semifinal)                     |
| 303 | 13 de diciembre de 2015  | Atanasio Girardot      | Medellín | Nacional  | 2 - 0     | Medellín  | Torneo Finalización (Semifinal)                     |
| 304 | 16 de enero de 2016      | Estadio Riccardo Silva | Miami    | Medellín  | 1 - 0     | Nacional  | Amistoso                                            |
| 305 | 20 de marzo de 2016      | Atanasio Girardot      | Medellín | Medellín  | 1 - 1     | Nacional  | Torneo Apertura (Todos contra todos)                |
| 306 | 7 de mayo de 2016        | Atanasio Girardot      | Medellín | Nacional  | 1 - 2     | Medellín  | Torneo Apertura (Todos contra todos)                |
| 307 | 28 de agosto de 2016     | Atanasio Girardot      | Medellín | Nacional  | 1 - 0     | Medellín  | Torneo Finalización (Todos contra todos)            |
| 308 | 22 de octubre de 2016    | Atanasio Girardot      | Medellín | Nacional  | 2 - 2     | Medellín  | Torneo Finalización (Todos contra todos)            |
| 309 | 18 de marzo de 2017      | Atanasio Girardot      | Medellín | Nacional  | 3 - 1     | Medellín  | Torneo Apertura (Todos contra todos)                |
| 310 | 28 de mayo de 2017       | Atanasio Girardot      | Medellín | Medellín  | 4 - 3     | Nacional  | Torneo Apertura (Todos contra todos)                |
| 311 | 26 de agosto de 2017     | Atanasio Girardot      | Medellín | Medellín  | 1 - 0     | Nacional  | Torneo Finalización (Todos contra todos)            |
| 312 | 18 de noviembre de 2017  | Atanasio Girardot      | Medellín | Nacional  | 0 - 0     | Medellín  | Torneo Finalización (Todos contra todos)            |
| 313 | 8 de abril de 2018       | Atanasio Girardot      | Medellín | Nacional  | 2 - 0     | Medellín  | Torneo Apertura (Todos contra todos)                |
| 314 | 6 de octubre de 2018     | Atanasio Girardot      | Medellín | Medellín  | 2 - 1     | Nacional  | Torneo Finalización (Todos contra todos)            |
| 315 | 16 de marzo de 2019      | Atanasio Girardot      | Medellín | Medellín  | 2 - 2     | Nacional  | Torneo Apertura (Todos contra todos)                |
| 316 | 24 de abril de 2019      | Atanasio Girardot      | Medellín | Nacional  | 1 - 0     | Medellín  | Torneo Apertura (Todos contra todos)                |
| 317 | 25 de agosto de 2019     | Atanasio Girardot      | Medellín | Nacional  | 5 - 2     | Medellín  | Torneo Finalización (Todos contra todos)            |
| 318 | 8 de septiembre de 2019  | Atanasio Girardot      | Medellín | Medellín  | 1 - 4     | Nacional  | Torneo Finalización (Todos contra todos)            |
| 319 | 22 de febrero de 2020    | Atanasio Girardot      | Medellín | Medellín  | 1 - 3     | Nacional  | Torneo Apertura (Todos contra todos)                |
| 320 | 29 de febrero de 2020    | Atanasio Girardot      | Medellín | Nacional  | 1 - 1     | Medellín  | Torneo Apertura (Todos contra todos)                |
| 321 | 27 de marzo de 2021      | Atanasio Girardot      | Medellín | Medellín  | 0 - 0     | Nacional  | Torneo Apertura (Todos contra todos)                |
| 322 | 16 de octubre de 2021    | Atanasio Girardot      | Medellín | Nacional  | 1 - 1     | Medellín  | Torneo Finalización (Todos contra todos)            |
| 323 | 14 de noviembre de 2021  | Atanasio Girardot      | Medellín | Medellín  | 0 - 0     | Nacional  | Torneo Finalización (Todos contra todos)            |
| 324 | 6 de marzo de 2022       | Atanasio Girardot      | Medellín | Nacional  | 2 - 0     | Medellín  | Torneo Apertura (Todos contra todos)                |
| 325 | 30 de abril de 2022      | Polideportivo Sur      | Envigado | Medellín  | 0 - 0     | Nacional  | Torneo Apertura (Todos contra todos)                |
| 326 | 4 de septiembre de 2022  | Atanasio Girardot      | Medellín | Medellín  | 4 - 3     | Nacional  | Torneo Finalización (Todos contra todos)            |
| 327 | 6 de octubre de 2022     | Atanasio Girardot      | Medellín | Nacional  | 3 - 2     | Medellín  | Torneo Finalización (Todos contra todos)            |
| 328 | 25 de marzo de 2023      | Atanasio Girardot      | Medellín | Nacional  | 1 - 1     | Medellín  | Torneo Apertura (Todos contra todos)                |
| 329 | 29 de abril de 2023      | Atanasio Girardot      | Medellín | Medellín  | 1 - 3     | Nacional  | Torneo Apertura (Todos contra todos)                |
| 330 | 9 de septiembre de 2023  | Atanasio Girardot      | Medellín | Medellín  | 1 - 0     | Nacional  | Torneo Finalización (Todos contra todos)            |
| 331 | 14 de octubre de 2023    | Atanasio Girardot      | Medellín | Nacional  | 1 - 2     | Medellín  | Torneo Finalización (Todos contra todos)            |
| 332 | 19 de noviembre de 2023  | Atanasio Girardot      | Medellín | Medellín  | 2 - 1     | Nacional  | Torneo Finalización (Cuadrangulares semifinales)    |
| 333 | 3 de diciembre de 2023   | Polideportivo Sur      | Envigado | Nacional  | 0 - 5     | Medellín  | Torneo Finalización (Cuadrangulares semifinales)    |
| 334 | 21 de abril de 2024      | Atanasio Girardot      | Medellín | Medellín  | 2 - 2     | Nacional  | Torneo Apertura (Todos contra todos)                |
| 335 | 31 de octubre de 2024    | Atanasio Girardot      | Medellín | Nacional  | 2 - 0     | Medellín  | Copa Colombia (Semifinal)                           |
| 336 | 11 de noviembre de 2024  | Atanasio Girardot      | Medellín | Nacional  | 1 - 1     | Medellín  | Torneo Finalización (Todos contra todos)            |
| 337 | 17 de noviembre de 2024  | Atanasio Girardot      | Medellín | Medellín  | 1 - 0     | Nacional  | Copa Colombia (Semifinal)                           |
| 338 | 23 de marzo de 2025      | Atanasio Girardot      | Medellín | Nacional  | 1 - 1     | Medellín  | Torneo Apertura (Todos contra todos)                |
| 339 | 4 de mayo de 2025        | Atanasio Girardot      | Medellín | Medellín  | 1 - 1     | Nacional  | Torneo Apertura (Todos contra todos)                |

## Clásicos en el futbol femenino

### Estadísticas
Actualizado a 08/06/2025
| Competición               | Partidos | Ganados Atlético Nacional | Empates | Ganados Independiente Medellín | GFN | GFM |
| ------------------------- | -------- | ------------------------- | ------- | ------------------------------ | --- | --- |
| Liga Profesional Femenina | 15       | 6                         | 5       | 4                              | 23  | 20  |

| N.º | Fecha                  | Escenario                | Lugar    | Local    | Resultado | Visitante | Encuentro                                              |
| --- | ---------------------- | ------------------------ | -------- | -------- | --------- | --------- | ------------------------------------------------------ |
| 001 | 4 de agosto de 2019    | Metropolitano de Itagüí  | Itagüí   | Nacional | 0 - 0     | Medellín  | Liga Profesional Femenina (Grupo A)                    |
| 002 | 14 de agosto de 2019   | Atanasio Girardot        | Medellín | Medellín | 1 - 0     | Nacional  | Liga Profesional Femenina (Grupo A)                    |
| 003 | 1 de noviembre de 2020 | Bernando "Nando" Álvarez | Guarne   | Nacional | 1 - 3     | Medellín  | Liga Profesional Femenina (Grupo C)                    |
| 004 | 9 de noviembre de 2020 | Metropolitano de Itagüí  | Itagüí   | Medellín | 1 - 0     | Nacional  | Liga Profesional Femenina (Grupo C)                    |
| 005 | 18 de julio de 2021    | Atanasio Girardot        | Medellín | Medellín | 0 - 2     | Nacional  | Liga Profesional Femenina (Grupo B)                    |
| 006 | 11 de agosto de 2021   | Atanasio Girardot        | Medellín | Nacional | 2 - 1     | Medellín  | Liga Profesional Femenina (Grupo B)                    |
| 007 | 9 de mayo de 2022      | Atanasio Girardot        | Medellín | Nacional | 1 - 3     | Medellín  | Liga Profesional Femenina (Todos contra todos)         |
| 008 | 23 de mayo de 2023     | Metropolitano de Itagüí  | Itagüí   | Medellín | 2 - 2     | Nacional  | Liga Profesional Femenina (Todos contra todos)         |
| 009 | 29 de mayo de 2023     | Metropolitano de Itagüí  | Itagüí   | Medellín | 1 - 1     | Nacional  | Liga Profesional Femenina (Cuartos de final)           |
| 010 | 5 de junio de 2023     | Atanasio Girardot        | Medellín | Nacional | 3 - 1     | Medellín  | Liga Profesional Femenina (Cuartos de final)           |
| 011 | 22 de abril de 2024    | Metropolitano de Itagüí  | Itagüí   | Medellín | 3 - 4     | Nacional  | Liga Profesional Femenina (Todos contra todos)         |
| 012 | 18 de junio de 2024    | Atanasio Girardot        | Medellín | Nacional | 2 - 2     | Medellín  | Liga Profesional Femenina (Cuadrangulares semifinales) |
| 013 | 3 de julio de 2024     | Carlos Alberto Bernal    | La Ceja  | Medellín | 1 - 2     | Nacional  | Liga Profesional Femenina (Cuadrangulares semifinales) |
| 014 | 30 de abril de 2025    | Atanasio Girardot        | Medellín | Nacional | 2 - 0     | Medellín  | Liga Profesional Femenina (Todos contra todos)         |
| 015 | 9 de junio de 2025     | Metropolitano de Itagüí  | Itagüí   | Medellín | 1 - 1     | Nacional  | Liga Profesional Femenina (Todos contra todos)         |

## Palmarés

### Masculino
Actualizado a 6 de enero de 2025
| Torneo                       | Títulos de Independiente Medellín | Títulos de Atlético Nacional |
| ---------------------------- | --------------------------------- | ---------------------------- |
| Categoría Primera A          | 6                                 | 18                           |
| Copa Colombia                | 3                                 | 7                            |
| Superliga de Colombia        | 0                                 | 4                            |
| Copa Libertadores de América | 0                                 | 2                            |
| Recopa Sudamericana          | 0                                 | 1                            |
| Copa Merconorte              | 0                                 | 2                            |
| Copa Interamericana          | 0                                 | 2                            |
| Totales de títulos oficiales | 9                                 | 36                           |

### Femenino
Actualizado a 30 de septiembre de 2019
| Torneo                                | Títulos de Independiente Medellín | Títulos de Atlético Nacional |
| ------------------------------------- | --------------------------------- | ---------------------------- |
| Liga Femenina                         | 0                                 | 0                            |
| Copa Libertadores de América Femenina | 0                                 | 0                            |
| Totales de títulos oficiales          | 0                                 | 0                            |